# Francisco Moura
Francisco Sampaio de Moura  (Braga, Portugal, 16 de agosto de 1999) es un futbolista portugués que juega de defensa en el F. C. Porto de la Primeira Liga.

## Trayectoria
Nacido en Braga, ingresó en la cantera del S. C. Braga a los 12 años. El 28 de octubre de 2018 debutó en la Segunda División de Portugal con el sus reservas, saliendo como suplente en el minuto 68 en la derrota a domicilio por 2-0 ante la U. D. Oliveirense.
En el verano de 2019 fue cedido al Académica de Coimbra también de la segunda división portuguesa. Marcó su primer gol como profesional el 28 de diciembre, en la victoria por 4-3 en casa contra el Oliveirense, pero solo disputó diez partidos oficiales en el Estadio Ciudad de Coímbra.
Regresó al primer equipo del Braga de cara a la temporada 2020-21, a las órdenes del recién nombrado entrenador Carlos Carvalhal. Jugó su primer partido en la Primeira Liga el 25 de septiembre, siendo sustituido en el descanso de la derrota por 0-1 en casa ante el C. D. Santa Clara.
El 8 de noviembre de 2020, jugando por delante de Nuno Sequeira como centrocampista izquierdo, marcó dos goles en la victoria por 3-2 del S. L. Benfica. Sin embargo, se perdió el resto de la campaña tras romperse el ligamento cruzado de la rodilla izquierda en un entrenamiento ese mismo mes.
Fue cedido al F. C. Famalicão para la temporada 2022-23. Al final de la temporada firmó un contrato permanente de cuatro años.
Durante su etapa, sumó 77 partidos, cuatro goles y diez asistencias.
El 2 de septiembre de 2024 fichó por el F. C. Porto con un contrato de cinco años, con una cláusula de rescisión de 60 millones de euros.

## Selección nacional
Hizo tres apariciones como suplente de última hora con Portugal en el Campeonato Europeo de la UEFA Sub-19 2018 que la nación ganó en Finlandia, incluida una en la final contra Italia.

## Estadísticas

### Clubes
Actualizado al último partido disputado el 7 de noviembre de 2024.
| Club                          | Div.          | Temporada     | Liga  | Liga  | Liga   | Copas nacionales | Copas nacionales | Copas nacionales | Copas internacionales | Copas internacionales | Copas internacionales | Total | Total | Total  |
| Club                          | Div.          | Temporada     | Part. | Goles | Asist. | Part.            | Goles            | Asist.           | Part.                 | Goles                 | Asist.                | Part. | Goles | Asist. |
| ----------------------------- | ------------- | ------------- | ----- | ----- | ------ | ---------------- | ---------------- | ---------------- | --------------------- | --------------------- | --------------------- | ----- | ----- | ------ |
| S. C. Braga "B" Portugal      | 2.ª           | 2018-19       | 5     | 0     | 0      | —                | —                | —                | —                     | —                     | —                     | 5     | 0     | 0      |
| S. C. Braga "B" Portugal      | Total club    | Total club    | 5     | 0     | 0      | 0                | 0                | 0                | 0                     | 0                     | 0                     | 5     | 0     | 0      |
| Académica de Coimbra Portugal | 2.ª           | 2019-20       | 10    | 1     | 0      | —                | —                | —                | —                     | —                     | —                     | 10    | 1     | 0      |
| Académica de Coimbra Portugal | Total club    | Total club    | 10    | 1     | 0      | 0                | 0                | 0                | 0                     | 0                     | 0                     | 10    | 1     | 0      |
| S. C. Braga Portugal          | 1.ª           | 2020-21       | 5     | 2     | 0      | 0                | 0                | 0                | 3                     | 0                     | 0                     | 8     | 2     | 0      |
| S. C. Braga Portugal          | 1.ª           | 2021-22       | 27    | 2     | 0      | 5                | 0                | 0                | 10                    | 0                     | 1                     | 42    | 2     | 1      |
| S. C. Braga Portugal          | Total club    | Total club    | 32    | 2     | 0      | 5                | 0                | 0                | 13                    | 0                     | 1                     | 50    | 2     | 1      |
| F. C. Famalicão Portugal      | 1.ª           | 2022-23       | 28    | 2     | 2      | 9                | 0                | 2                | —                     | —                     | —                     | 37    | 2     | 4      |
| F. C. Famalicão Portugal      | 1.ª           | 2023-24       | 33    | 1     | 4      | 3                | 1                | 1                | —                     | —                     | —                     | 36    | 2     | 5      |
| F. C. Famalicão Portugal      | 1.ª           | 2024-25       | 4     | 0     | 1      | —                | —                | —                | —                     | —                     | —                     | 4     | 0     | 1      |
| F. C. Famalicão Portugal      | Total club    | Total club    | 65    | 3     | 7      | 12               | 1                | 3                | 0                     | 0                     | 0                     | 77    | 4     | 10     |
| F. C. Porto Portugal          | 1.ª           | 2024-25       | 6     | 0     | 2      | 2                | 0                | 0                | 4                     | 0                     | 1                     | 12    | 0     | 3      |
| F. C. Porto Portugal          | Total club    | Total club    | 6     | 0     | 2      | 2                | 0                | 0                | 4                     | 0                     | 1                     | 12    | 0     | 3      |
| Total carrera                 | Total carrera | Total carrera | 118   | 6     | 9      | 19               | 1                | 3                | 17                    | 0                     | 2                     | 154   | 7     | 14     |